# 西藏薄鳞蕨
西藏薄鳞蕨（学名：Leptolepidium subvillosum var. tibeticum）为中国蕨科薄鳞蕨属下的一个变种。其变种加词“tibeticum”意为“西藏的”。